# Лехтман, Эльберт
Эльберт Лехтман Стейнберг (исп. Elbert Lechtman Steinberg; род. 16 июля 1959) — коста-риканский дирижёр и композитор еврейского происхождения.
С детства учился игре на скрипке, в 1972—1976 гг. играл в составе Национального молодёжного симфонического оркестра Коста-Рики. Изучал композицию в Школе музыки Тель-Авивского университета у Леона Шидловского (1978), затем в Индианском университете в Блумингтоне у Хуана Оррего Саласа (1979—1982), после чего отправился для продолжения музыкального образования в Европу, где его интересы обратились к дирижированию. Стажировался как дирижёр в Германии под руководством Альдо Чеккато и Серджиу Челибидаке.
Вернувшись на родину, в 1985—1987 гг. возглавлял Национальный симфонический оркестр Коста-Рики, записал с ним диск с произведениями Хулио Фонсеки. В 1987 г. был уволен из оркестра за ненадлежащее исполнение обязанностей (и обжаловал это увольнение вплоть до Верховного суда Коста-Рики, но безуспешно). После этого преимущественно работал в США. В 1987—1989 гг. музыкальный руководитель и главный дирижёр Молодёжного симфонического оркестра Большого Майами. В 2010—2018 гг. музыкальный руководитель любавичской синагоги Бэл-Харбор в Серфсайде (Флорида). Записал Пятую симфонию Дмитрия Шостаковича и его же сюиту из оперы «Леди Макбет Мценского уезда» со Злинским филармоническим оркестром.
Среди композиций Лехтмана — «Йесод» для флейты соло (1979, первая премия композиторского конкурса Индианского университета), «Плач детей земли» (исп. Llanto de los hijos de la tierra) для камерного ансамбля, Элегия для скрипки соло, написанная для Андреса Карденеса, и другие камерные сочинения.